# Culinária asteca

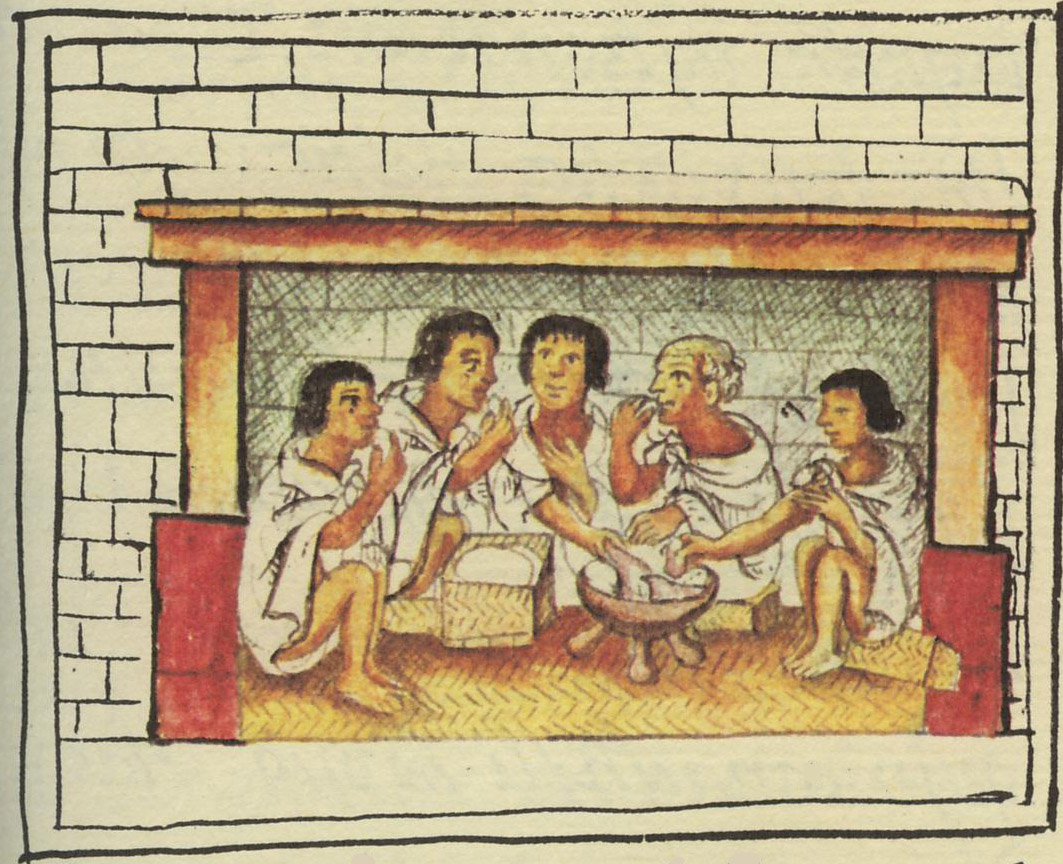
Homens astecas durante refeição. Códice Florentino, fim do século XVI.

O ingrediente mais importante da culinária asteca era o milho, uma safra tão importante para a sociedade asteca que tinha um papel central em sua mitologia. Da mesma maneira que o trigo na Europa ou o arroz na maior parte da Ásia Oriental, era a comida sem a qual uma refeição não era uma refeição. Existia numa quantidade inestimável de variedades, que eram diferentes em cor, textura, tamanho e prestígio, e era consumido na forma de tortillas, tamales ou atolli, uma espécie de mingau. Outros ingredientes presentes regularmente na culinária asteca eram o sal e as pimentas chili, e a definição básica de jejum entre os astecas referia-se à abstenção destes dois sabores. Outros alimentos consumidos com frequência eram os feijões e as variedades típicas do Novo Mundo de grãos como o amaranto e a chia. A combinação do milho com estes alimentos básicos dava ao asteca médio uma dieta bem balanceada, sem quaisquer deficiências em vitaminas e minerais; e o cozimento dos grãos de milho em soluções alcalinas, um processo chamado de nixtamalização, aumentava significativamente o valor nutritivo dos alimentos básicos.
Água, mingaus de milho e pulque, o suco fermentado do agave, eram as bebidas mais comuns, e diversas bebidas alcoólicas fermentadas eram feitas de mel, cactos e diferentes frutas. A elite orgulhava-se por não beber o pulque, considerada uma bebida popular, e preferiam bebidas feitas a partir do cacau. Estas eram dos itens mais luxuosos disponíveis na sociedade asteca, consideradas bebidas de governantes, guerreiros e nobres, temperadas com pimentas chili, mel e uma lista aparentemente interminável de especiarias e ervas.
A dieta asteca também incluía diversos peixes e carnes diversas aves, geomiídeos, iguanas-verdes, axolotles (uma espécie de salamandra aquática), camarões, peixes e diversos insetos, larvas e ovos de insetos. Também domesticaram perus, patos e cães para utilizar como alimento, e por vezes caçavam animais maiores como veados, porém nenhum deles era uma parte importante de sua dieta. Comiam diversos cogumelos e fungos, incluindo o carvão-do-milho, parasita que se desenvolve nas espigas de milho. Abóboras também eram consumidas, e tinham diferentes tamanhos; suas sementes, secas ou assaltas, eram especialmente populares. Tomates, embora diferentes das variedades conhecidas nos dias de hoje, costumavam ser misturados ao chili em molhos, ou eram usados como recheio de tamales.

## Refeições
A maior parte das fontes descrevem duas refeições por dia, embora existam relatos de trabalhadores que recebiam três, uma ao nascer do sol, outra por volta de nove da manhã, e outra por volta de três da tarde. Isto é semelhante ao costume da Europa na época, porém não está claro hoje em dia se o consumo de atolli, um mingau de milho, era considerado uma refeição em si. A ingestão de grandes quantidades de atolli tinha o equivalente calórico de diversas tortilhas, e era consumido diariamente pela maior parte da população.

## Banquetes

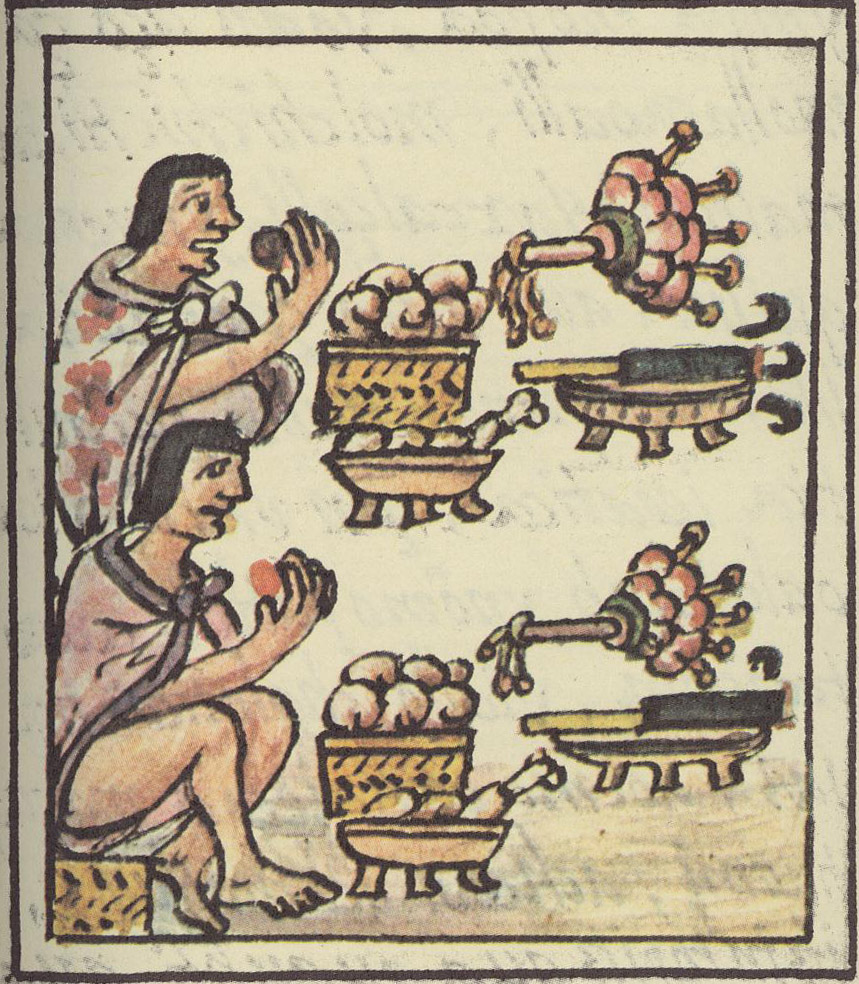
Homens astecas durante um banquete. Códice Florentino, fim do século XVI.

Existem diversos relatos dos banquetes astecas e das cerimônias que existiam em torno deles. Antes de uma refeição, os criados distribuíam tubos de tabaco com fragrâncias e, por vezes, flores, que os convidados esfregavam em suas cabeças, mãos e pescoços. Antes do início da refeição cada convidado derrubava um pouco de comida sobre o solo como oferenda ao deus Tlaltecuhtli. Como as proezas militares tinham grande valor na sociedade asteca, os costumes à mesa imitavam os movimentos dos guerreiros. Os tubos de tabaco e flores passavam da mão esquerda do criado para a mão direita do convidado, e o prato que acompanhava o tubo ia da mão direita para a esquerda, simulando a maneira com a qual o guerreiro recebia seu escudo e seus dardos atlatl. As flores tinham diferentes nomes, dependendo da maneira com que eram distribuídas; as "flores espada" iam da mão esquerda para a direita, e as "flores escudo" iam da direita para a esquerda. Ao comer, os convidados seguravam seus vasilhames individuais de molho no centro da mão direita, e mergulhavam neles com a mão esquerda as tortilhas e os tamales, que eram servidos a partir de cestas. A refeição era concluída com chocolate, frequentemente servido numa cabaça juntamente com um graveto para mexer o líquido.
Homens e mulheres eram separados durante os banquetes e, embora não esteja inteiramente claro a partir das fontes, tudo indica que apenas os homens consumiam o chocolate. As mulheres provavelmente bebiam o posolli (mingau de milho feito a partir de milho finamente ralado) ou algum tipo de pulque. Anfitriões mais abastados muitas vezes recebiam seus convidados sentados em aposentos situados em torno de um pátio aberto, semelhantes aos caravançarais (ou han, em turco) do Oriente Médio, e os guerreiros mais velhos executavam danças. As festividades se iniciavam à meia-noite, e alguns indivíduos bebiam chocolate e consumiam cogumelos alucinógenos para poderem relatar suas experiências e visões aos outros convidados. Pouco antes do nascer do sol, canções eram entoadas e oferendas eram queimadas e enterradas no pátio, para assegurar a sorte dos filhos dos anfitriões. Quando o sol nascia as flores, tubos de tabaco e comidas que haviam sobrado eram distribuídas entre os pobres e idosos que haviam sido convidados, ou aos criados. Assim como em todos os aspectos da vida, os astecas enfatizavam a natureza dual de todas as coisas, e no fim do banquete o anfitrião era lembrado com rispidez pelos seus convidados mais velhos de sua própria mortalidade, e de que ele não deveria ser dominado pelo orgulho.

## Preparo
O principal método de preparo dos alimentos era cozinhando-os ou fervendo-os em jarras e panelas de argila com duas alças conhecidas como xoctli, em náuatle, e em espanhol como olla ("panela"). A olla era preenchida com algum tipo de comida e esquentada sobre uma chama. Também podia ser usada para ferver a comida ao se despejar um pouco de água em seu interior e colocar os tamales, envoltos em cascas de milho sobre uma leve estrutura de gravetos no meio da panela. Existem diversas referências a frituras nos relatos dos cronistas espanhóis, porém a única especificação quanto ao tipo de fritura praticado pelos astecas parece indicar que ela seria feita com um xarope, e não com qualquer tipo de gordura. Isto é corroborado pelo fato de que não existem evidências da extração, em grande escala, de óleos vegetais, e de que nenhum tipo de recipiente apropriado para fritura foi descoberto pelos arqueólogos.
Tortilhas, tamales, ensopados, assados e os molhos que os acompanhavam eram os pratos mais comuns. A pimenta chili e o sal estavam em todos os pratos, e a refeição mais básica consistia simplesmente de tortilhas que eram mergulhadas numa mistura de água e pó de chili. A massa de milho podia ser usada para envolver carnes, por vezes até mesmo perus inteiros, antes de serem cozinhadas. Nas principais cidades astecas existiam comerciantes que vendiam comidas de rua de todos os tipos, tanto para ricos quanto para pobres. Além de ingredientes e pratos, todo tipo imaginável de atolli podia ser comprado, servindo tanto para saciar a sede de quem o consumia quanto na forma de uma refeição líquida instantânea.

## Alimentos

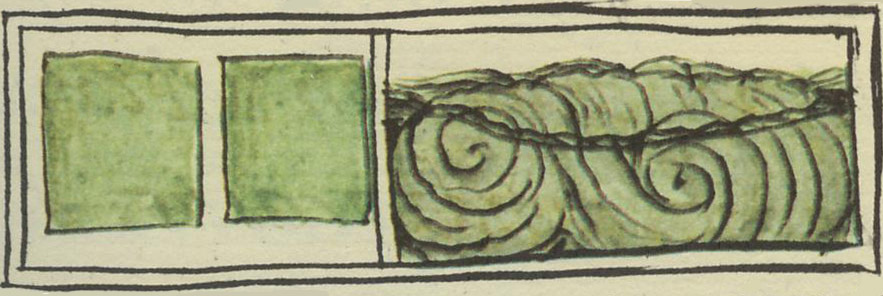
A spirulina pode ser obtida com o uso de redes ou pás da superfície de lagos, e após ser seca e adquirir a forma de um bolo era consumida com tortilhas ou como um condimento.

Os alimentos básicos da dieta asteca eram milho, feijões e abóbora, aos quais eram adicionados pimentas chili e tomates, todas partes importantes da dieta mexicana até os dias de hoje. Os astecas pescavam acocils, um pequeno camarão abundante no Lago Texcoco, bem como algas conhecidas como spirulina, que eram transformadas numa espécie de bolo rico em flavonóides. Embora a dieta dos astecas fosse majoritariamente vegetariana, alguns animais eram consumidos com frequência, especialmente insetos como grilos (chapulines), vermes do maguey, formigas, larvas, entre outros. Insetos têm um conteúdo proteico maior que o da carne, e até hoje são considerados uma iguaria em algumas partes do México.

## Cereais

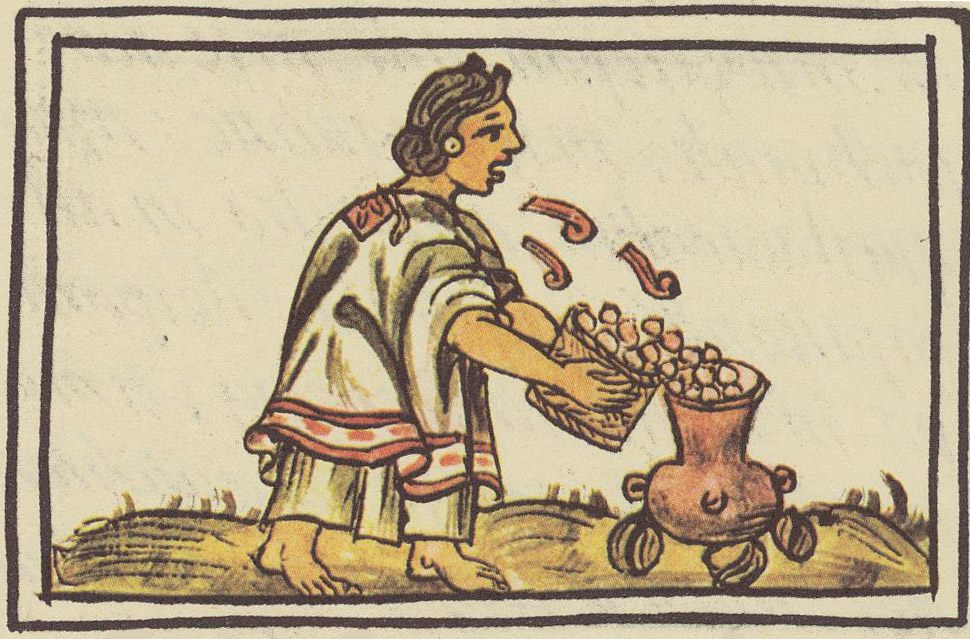
Mulher asteca soprando no milho antes de colocá-lo na panela, para que ele não tema o fogo. Códice Florentino, fim do século XVI.

O milho era a parte mais importante da dieta dos astecas. Era consumido em todas as refeições por todas as classes sociais, e despenhava um papel central na mitologia asteca. Para alguns dos primeiros europeus na região, os astecas descreveram o milho como "precioso, nossa carne, nossos ossos". Estava disponível num grande número de variedades, tamanhos, formas e cores: amarelo, avermelhado, branco com listras de diferentes cores, negro, com ou sem manchas, e uma variante de casca azul que era considerada especialmente preciosa. Diversas outras variantes regionais e locais devem ter existido, porém poucas forma registradas. O milho era venerado a tal ponto que as mulheres costumavam soprar em cima dele antes de colocá-lo na panela, para que ele não temesse o fogo, e qualquer milho que fosse derrubado no chão era pego novamente, em vez de ser desperdiçado. Um dos informantes astecas do missionário e cronista franciscano espanhol Bernardino de Sahagún explicou a prática da seguinte maneira:
| “ | "Nosso sustento sofre, ele jaz ali chorando. Se não o pegarmos de volta, ele nos acusará perante nosso Senhor. Ela dirá: Ó nosso Senhor, este vassalo não me pegou quando eu jazia inerte no solo. Puna-o. Ou então passaremos fome." | ” |

Um processo conhecido como nixtamalização era utilizado em todos os locais da América onde o milho era parte integrante da dieta. O termo é um composto dos termos náuatles nextli ("cinzas") e tamalli ("massa disforme de milho"; tamale"), e o processo ainda é utilizado nos dias de hoje. O grão seco do milho era molhado e cozido numa solução alcalina, geralmente pagua de cal, o que libera o pericarpo, camada exterior do grão, tornando-o mais fácil de ser moído. O processo transforma o milho de uma simples fonte de carboidratos num alimento muito mais completo, em termos nutritivos, aumentando a quantidade de cálcio, ferro, cobre e zinco que são adicionados através do alcalieto ou da vasilha utilizada no processo, e tornando disponível a niacina, riboflavina e proteínas já presentes no milho, e que não são normalmente digeridas pelos seres humanos. O crescimento inibido de certas micotoxinas (fungos tóxicos) é outro benefício da nixtamalização; se o milho processado, o nixtamal, for fermentado, outros nutrientes, incluindo aminoácidos como a lisina e o triptofano, tornam-se disponíveis. Juntamente com feijões, verduras, frutas, chilis e sal, o milho nixtamalizado pode formar a base de uma dieta completa e satisfatória, nutricionalmente, dispensando a necessidade de proteínas animais.

## Temperos e condimentos
Um grande número de ervas e condimentos eram utilizados pelos astecas para temperar seus alimentos. Entre os mais importantes estavam as pimentas chili, disponíveis numa enorme quantidade de espécies e cultivares, alguns domesticadas e a maioria selvagens. Elas variavam no grau de intensidade do pique, dependendo da quantidade de capsaicina presente, com algumas extremamente suaves, e outras muito picantes. Os chilis costumavam ser secos e moídos para serem armazenados e utilizados no preparo dos alimentos; alguns eram assados previamente para adquirir um sabor diferente; estes sabores podiam variar enormemente, passando do doce para o frutado, terroso, defumado, e fortemente ardido.
Espécies nativas de plantas usadas como tempero produziam sabores semelhantes aos condimentos do Velho Mundo, e muitas vezes se provaram mais acessíveis que estes para o uso culinário após a conquista espanhola. O culantro (coentro-bravo), por exemplo, apresenta um sabor muito mais forte do que seu equivalente do Velho Mundo, o coentro, e suas folhas podem ser secas mais facilmente. O orégano mexicano e o anis mexicano, da mesma forma, produzem sabores que lembram seus equivalentes mediterrâneos, enquanto a pimenta-da-jamaica tem um aroma que lembra a noz-moscada, o cravo-da-índia e a canela. A casca da canella, ou canela-branca, tem um sabor suave e delicado, que pode ter facilitado a aceitação da canela mais pungente, originária do Ceilão, na culinária mexicana atual. Antes da chegada à América da cebola e do alho, plantas selvagens semelhantes porém mais sutis, como a cebola-de-kunth e outras espécies do gênero Allium, bem como as folhas fragrantes do cipó-de-alho, podem ter sido utilizadas. Entre outros ingredientes usados como temperos estavam a mesquite, a baunilha, o urucum, o epazote, a hoje santa, a flor-de-pipoca, a folha de abacate, além de diversas outras plantas indígenas.

## Bebidas

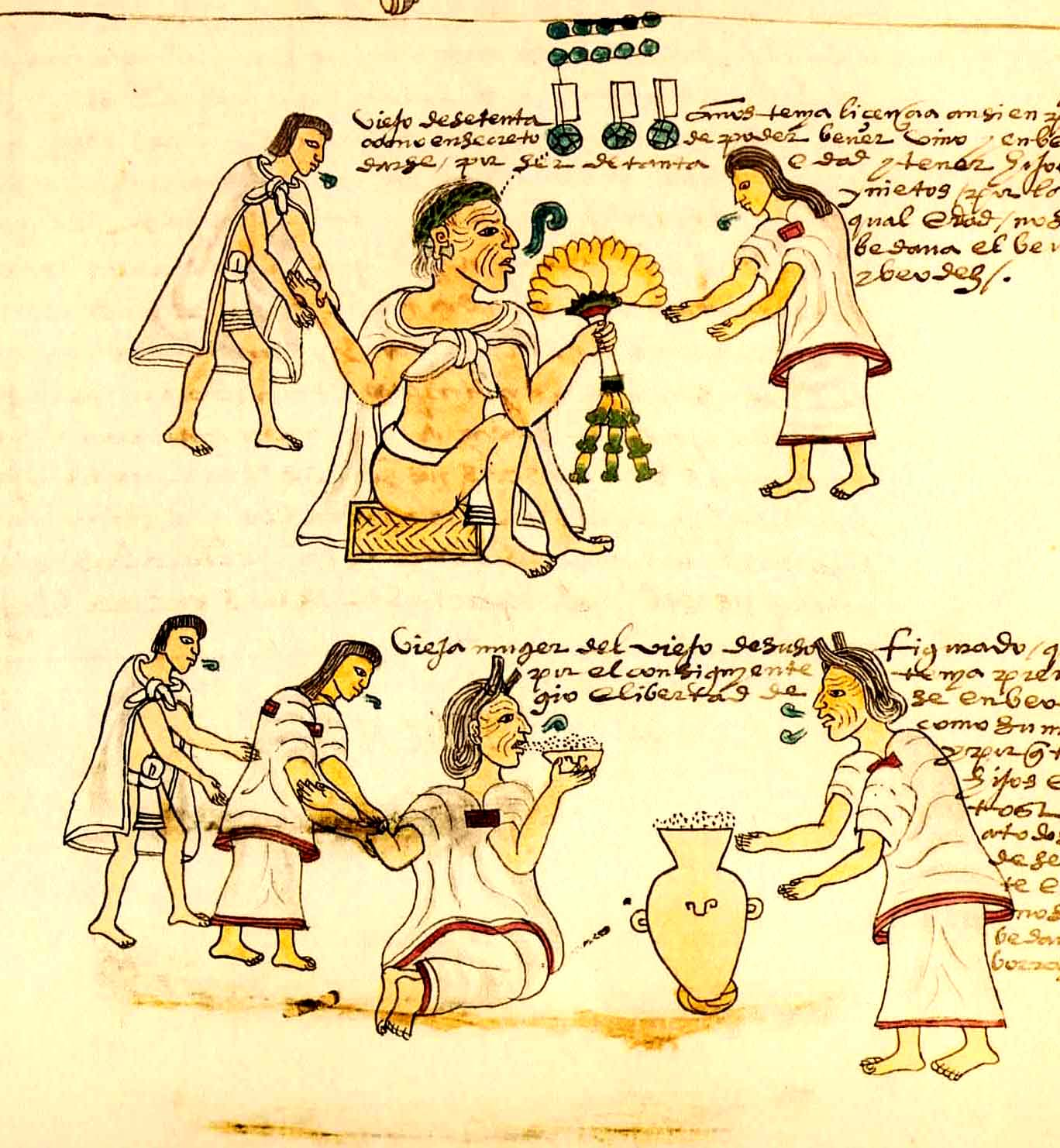
Pintura do Códice Mendoza mostrando uma mulher idosa asteca bebendo pulque.

Diversas bebidas alcoólicas diferentes eram feitas pelos astecas, a partir de milho fermentado, mel, abacaxi, fruto de cactos e outras plantas. A mais comum era o octli, feito a partir da seiva do maguey, conhecido hoje em dia como pulque, um termo originário das Antilhas. Era consumido por todas as classes sociais, embora alguns nobres fizessem questão de se recusar a ingerir uma bebida tão comum. Consumir bebidas alcoólicas era tolerado - até mesmo entre crianças, em algumas ocasiões - porém embebedar-se não era admitido. As penalidades para isto podiam ser muito severas, e eram ainda mais severas para membros da elite. A primeira transgressão, no caso de um popular, era ter sua residência demolida e ser condenado a viver no mato, como um animal. Um nobre geralmente não recebia uma segunda chance, e poderia até mesmo ser executado por exagerar no consumo de álcool. A embriaguez, no entanto, parece ter sido mais tolerada entre pessoas de idade mais avançada, embora as fontes não sejam unânimes quanto à idade exata em questão. Estas punições severas, no entanto, não parecem ter evitado a tragédia ocasional de nobres que se tornaram alcoólatras e acabaram por beber em excesso e acabar na miséria ou tendo uma morte precoce. Um informante de Sahagún contou a triste história de um antigo tlacateccatl, general e comandante de mais de 8.000 soldados:
| “ | Ele bebeu todas as suas terras; vendeu-as todas. [...] 'Tlacateccatl', guerreiro valente, grande guerreiro, e grande nobre, por vezes jazia, em algumas das estradas por onde se viajava, bêbado, chafurdando em excremento. | ” |

### Ātōlli
Ātōlli (AFI: [aː'toːlːi]), um mingau de milho, constituía uma quantidade considerável do consumo calórico diário dos astecas. A receita básica do ātōlli era composta de oito partes de água e seis partes de milho com cal apagada (hidróxido de cálcio), cozidos até amolecerem e então moídos. A mistura então era fervida até que engrossasse. Existiam diversas variações do ātōlli: uma mistura de 1/10 de xarope de maguey fazia o nequātōlli; o acréscimo de pimenta chili moída com sal e tomate fazia o iztac ātōlli; a fermentação da massa de milho por 4 ou 5 dias e o acréscimo de mais massa fresca com chili e sal fazia o xocoātōlli. Feijões, tortilhas de milho assadas, milho torrado, chia, amaranto e mel também podiam ser acrescentados, e havia o pinolli, milho torrado e moído, carregado por viajantes em sacos, que podia ser misturado com água para se obter uma refeição instantânea durante as viagens.

### Cacau
O cacau tinha um imenso valor simbólico na culinária asteca. Era um item raro, de luxo, e um produto de importação que não era cultivado dentro das fronteiras do Império Asteca. Não existem descrições detalhadas da maneira com que os alimentos sólidos feitos a partir do cacau eram consumidos, porém existem diversas menções ao fato de que ele era comido, de alguma maneira. Os grãos de cacau eram um dos bens de consumo mais preciosos, e eram até mesmo usado como forma de pagamento, embora tivessem um valor relativamente baixo: 80-100 grãos podiam ser usados para comprar um pequeno manto ou uma canoa repleta de água potável (item necessário para os habitantes da parte salgada dos lagos que cercavam Tenochtitlán. Estes grãos também eram falsificados com alguma frequência; suas cascas vazias eram preenchidas com terra ou lama.
O cacau era consumido com mais frequência na forma de xocolātl (AFI: [ʃo'kolaːt͡ɬ], "água amarga", que originou a palavra moderna chocolate), bebida dos guerreiros e nobres. Era considerado um forte agente inebriante, que devia ser bebido com grande solenidade e seriedade; nas palavras do cronista espanhol Sahagún, era algo que "não se bebia sem pensar". Este 'chocolate' podia ser preparado de uma imensa variedade de maneiras, dos quais a maior parte envolvia a mistura de água quente ou morna com os grãos torrados e moídos de cacau, milho e um número qualquer de substâncias para adicionar sabor ao preparado, como pimenta chili, mel, baunilha e diversas especiarias. Os ingredientes eram misturados e triturados com um pilão ou aerados através do despejo do líquido de um recipiente para outro. Se o cacau fosse de alta qualidade, este processo produzia uma rica camada de espuma. Esta espuma podia então ser separado, e o líquido aerado ainda maias para produzir mais espuma, que também era separada, e assim sucessivamente, até que esta espuma fosse finalmente acrescentada à bebida final para o consumo.